# Sistema endocannabinoide
Il sistema endocannabinoide (ECS) è un sistema biologico composto da endocannabinoidi, che sono neurotrasmettitori retrogradi endogeni a base di lipidi che si legano ai recettori dei cannabinoidi e alle proteine del recettore dei cannabinoidi che sono espresse in tutto il sistema nervoso centrale dei vertebrati (incluso il cervello) e nel sistema nervoso periferico. L'ECS svolge un ruolo importante in molteplici aspetti delle funzioni neurali, tra cui il controllo del movimento e della coordinazione motoria, l'apprendimento e la memoria, l'emozione e la motivazione e la modulazione del dolore.
Sono stati identificati due recettori cannabinoidi primari: CB1, clonato (o isolato) per la prima volta nel 1990; e CB2, clonato nel 1993. I recettori CB1 si trovano prevalentemente nel cervello e nel sistema nervoso, così come negli organi e nei tessuti periferici, e sono il principale bersaglio molecolare dell'agonista parziale endogeno, l'anandamide (AEA), così come del THC esogeno , il componente attivo più noto della cannabis. L'endocannabinoide 2-arachidonoilglicerolo (2-AG) agisce come un agonista completo di entrambi i recettori CB.

## Funzioni

### Memoria
I topi trattati con tetraidrocannabinolo (THC) mostrano la soppressione del potenziamento a lungo termine nell'ippocampo, un processo essenziale per la formazione e l'immagazzinamento della memoria a lungo termine. Questi risultati possono concordare con prove aneddotiche che suggeriscono che il fumo di cannabis danneggia la memoria a breve termine. Coerentemente con questa scoperta, i topi senza il recettore CB1 mostrano una memoria potenziata e un potenziamento a lungo termine, indicando che il sistema endocannabinoide può svolgere un ruolo fondamentale nell'estinzione dei vecchi ricordi. Uno studio ha rilevato che il trattamento ad alte dosi di ratti con il cannabinoide sintetico HU-210 per diverse settimane ha provocato la stimolazione della crescita neurale nella regione dell'ippocampo dei ratti, una parte del sistema limbico che svolge un ruolo nella formazione di segnali dichiarativi e spaziali ricordi, ma non ha studiato gli effetti sulla memoria a breve o lungo termine. Presi insieme, questi risultati suggeriscono che gli effetti degli endocannabinoidi sulle varie reti cerebrali coinvolte nell'apprendimento e nella memoria possono variare.

#### Induzione della depressione sinaptica
È noto che gli endocannabinoidi influenzano la plasticità sinaptica e, in particolare, si pensa che medino la depressione a lungo termine. Segnalato per la prima volta nello striato, questo sistema è noto per funzionare in molte altre strutture cerebrali come il nucleus accumbens, l'amigdala, l'ippocampo, la corteccia cerebrale, il cervelletto, l'area tegmentale ventrale (VTA), il tronco encefalico e il collicolo superiore. Tipicamente, questi trasmettitori retrogradi vengono rilasciati dal neurone postsinaptico e inducono depressione sinaptica attivando i recettori presinaptici CB1.

### Appetito
Dati emergenti suggeriscono che il THC agisce tramite i recettori CB1 nei nuclei ipotalamici per aumentare direttamente l'appetito. Si pensa che i neuroni ipotalamici producano tonicamente endocannabinoidi che lavorano per regolare strettamente la fame. La quantità di endocannabinoidi prodotti è inversamente correlata alla quantità di leptina nel sangue. Ad esempio, i topi senza leptina non solo diventano massicciamente obesi, ma esprimono livelli anormalmente elevati di endocannabinoidi ipotalamici come meccanismo compensatorio. Allo stesso modo, quando questi topi sono stati trattati con un agonista inverso endocannabinoide, come il rimonabant, l'assunzione di cibo è stata ridotta. Quando il recettore CB1 viene eliminato nei topi, questi animali tendono ad essere più magri e meno affamati. Uno studio correlato ha esaminato l'effetto del THC sul valore edonico (piacere) del cibo e ha riscontrato un aumento del rilascio di dopamina nel nucleus accumbens e un aumento del comportamento legato al piacere dopo la somministrazione di una soluzione di saccarosio. Uno studio correlato ha scoperto che gli endocannabinoidi influenzano la percezione del gusto nelle cellule del gusto. Gli endocannabinoidi aumentano la segnalazione neurale per i sapori dolci, mentre la leptina diminuisce la potenza di questa stessa risposta. Sebbene siano necessarie ulteriori ricerche, questi risultati suggeriscono che l'attività dei cannabinoidi nell'ipotalamo e nel nucleus accumbens è correlata alla ricerca di cibo.

### Bilancio energetico e metabolismo
È stato dimostrato che il sistema endocannabinoide ha un ruolo omeostatico poiché controlla diverse funzioni metaboliche, come l'accumulo di energia e il trasporto di nutrienti. Agisce sui tessuti periferici quali adipociti, epatociti, tratto gastrointestinale, muscoli scheletrici e pancreas endocrino. È stato anche implicato nella modulazione della sensibilità all'insulina. Attraverso tutto ciò, il sistema endocannabinoide può svolgere un ruolo in condizioni cliniche, come l'obesità, il diabete e l'aterosclerosi, che possono anche conferirgli un ruolo cardiovascolare.

### Risposta allo stress
Mentre la secrezione di glucocorticoidi in risposta a stimoli stressanti è una risposta adattativa necessaria affinché un organismo risponda adeguatamente a un fattore di stress, la secrezione persistente può essere dannosa. Il sistema endocannabinoide è stato implicato nell'assuefazione dell'asse ipotalamo-ipofisi-surrene (asse HPA) all'esposizione ripetuta allo stress di contenzione. Gli studi hanno dimostrato la sintesi differenziale di anandamide e 2-AG durante lo stress tonico. Lungo l'asse è stata riscontrata una diminuzione di anandamide che ha contribuito all'ipersecrezione basale di corticosterone; al contrario, è stato riscontrato un aumento di 2-AG nell'amigdala dopo ripetute condizioni di stress, che era correlato negativamente all'entità della risposta del corticosterone. Tutti gli effetti sono stati aboliti dall'antagonista CB1 AM251, a sostegno della conclusione che questi effetti erano dipendenti dal recettore dei cannabinoidi. Questi risultati mostrano che l'anandamide e il 2-AG regolano in modo divergente la risposta dell'asse HPA allo stress: mentre l'assuefazione dell'asse HPA indotto dallo stress attraverso il 2-AG previene l'eccessiva secrezione di glucocorticoidi a stimoli non minacciosi, l'aumento della secrezione basale di corticosterone derivante dalla diminuzione dell'anandamide consente una risposta facilitata dell'asse HPA a nuovi stimoli.

### Comportamento sociale e ansia
Questi effetti contrastanti rivelano l'importanza del sistema endocannabinoide nella regolazione del comportamento dipendente dall'ansia. I risultati suggeriscono che i recettori glutammatergici non sono solo responsabili della mediazione dell'aggressività, ma producono una funzione ansiolitica inibendo l'eccitazione eccessiva: l'eccitazione eccessiva produce ansia che limita i topi dall'esplorare oggetti sia animati che inanimati. Al contrario, i neuroni GABAergici sembrano controllare una funzione ansiogena limitando il rilascio del trasmettitore inibitorio. Presi insieme, questi due insiemi di neuroni sembrano aiutare a regolare il senso generale di eccitazione dell'organismo durante nuove situazioni.

### Sistema immunitario
In esperimenti di laboratorio, l'attivazione dei recettori dei cannabinoidi ha avuto un effetto sull'attivazione delle GTPasi nei macrofagi, nei neutrofili e nelle cellule del midollo osseo. Questi recettori sono stati anche implicati nella migrazione delle cellule B nella zona marginale e nella regolazione dei livelli di IgM.

### Riproduzione femminile
L'embrione in via di sviluppo esprime i recettori dei cannabinoidi all'inizio dello sviluppo che rispondono all'anandamide secreta nell'utero. Questa segnalazione è importante per regolare i tempi dell'impianto embrionale e la ricettività uterina. Nei topi è stato dimostrato che l'anandamide modula la probabilità di impianto alla parete uterina. Ad esempio, negli esseri umani, la probabilità di aborto spontaneo aumenta se i livelli uterini di anandamide sono troppo alti o bassi. Questi risultati suggeriscono che l'assunzione di cannabinoidi esogeni (ad esempio la cannabis) può ridurre la probabilità di gravidanza per le donne con alti livelli di anandamide e, in alternativa, può aumentare la probabilità di gravidanza nelle donne i cui livelli di anandamide erano troppo bassi.

### Sistema nervoso autonomo
L'espressione periferica dei recettori dei cannabinoidi ha portato i ricercatori a studiare il ruolo dei cannabinoidi nel sistema nervoso autonomo. La ricerca ha scoperto che il recettore CB1 è espresso a livello presinaptico dai motoneuroni che innervano gli organi viscerali. L'inibizione dei potenziali elettrici mediata dai cannabinoidi si traduce in una riduzione del rilascio di noradrenalina dai nervi del sistema nervoso simpatico. Altri studi hanno riscontrato effetti simili nella regolazione degli endocannabinoidi della motilità intestinale, inclusa l'innervazione dei muscoli lisci associati ai sistemi digestivo, urinario e riproduttivo.

### Analgesia
A livello del midollo spinale, i cannabinoidi sopprimono le risposte evocate da stimoli nocivi dei neuroni nel corno dorsale, possibilmente modulando l'input discendente di noradrenalina dal tronco cerebrale. Poiché molte di queste fibre sono principalmente GABAergiche, la stimolazione dei cannabinoidi nella colonna vertebrale determina una disinibizione che dovrebbe aumentare il rilascio di noradrenalina e l'attenuazione dell'elaborazione degli stimoli nocivi nella periferia e nel ganglio della radice dorsale.
L'endocannabinoide più ricercato nel dolore è la palmitoiletanolamide. La palmitoiletanolamide è un'ammina grassa correlata all'anandamide, ma satura e sebbene inizialmente si pensasse che la palmitoiletanolamide si legasse ai recettori CB1 e CB2, in seguito si scoprì che i recettori più importanti sono il recettore PPAR-alfa, il recettore TRPV e il recettore GPR55. La palmitoiletanolamide è stata valutata per le sue azioni analgesiche in una grande varietà di indicazioni relative al dolore ed è risultata sicura ed efficace.

### Termoregolazione
È stato dimostrato che l'anandamide e la N-arachidonoildopamina (NADA) agiscono sui canali TRPV1 sensibili alla temperatura, che sono coinvolti nella termoregolazione. TRPV1 è attivato dal ligando esogeno capsaicina, il componente attivo dei peperoncini, che è strutturalmente simile agli endocannabinoidi. NADA attiva il canale TRPV1 con un EC50 di circa 50 nM. L'elevata potenza lo rende il presunto agonista endogeno TRPV1. È stato anche scoperto che l'anandamide attiva TRPV1 sui terminali dei neuroni sensoriali e successivamente causa vasodilatazione. TRPV1 può anche essere attivato da metanandamide e arachidonil-2'-cloroetilammide (ACEA).

### Sonno
L'aumento della segnalazione degli endocannabinoidi all'interno del sistema nervoso centrale promuove effetti che inducono il sonno. È stato dimostrato che la somministrazione intercerebroventricolare di anandamide nei ratti riduce lo stato di veglia e aumenta il sonno a onde lente e il sonno REM. È stato anche dimostrato che la somministrazione di anandamide nel prosencefalo basale dei ratti aumenta i livelli di adenosina, che svolge un ruolo nella promozione del sonno e nella soppressione dell'eccitazione. È stato dimostrato che la privazione del sonno REM nei ratti aumenta l'espressione del recettore CB1 nel sistema nervoso centrale.

### Esercizio fisico
Il sistema endocannabinoide è anche coinvolto nella mediazione di alcuni degli effetti fisiologici e cognitivi dell'esercizio fisico volontario negli esseri umani e in altri animali, come il contributo all'euforia indotta dall'esercizio, nonché la modulazione dell'attività locomotoria e la salienza motivazionale per le ricompense. Negli esseri umani, è stato riscontrato che la concentrazione plasmatica di alcuni endocannabinoidi (ad es. anandamide) aumenta durante l'attività fisica; poiché gli endocannabinoidi possono penetrare efficacemente la barriera ematoencefalica, è stato suggerito che l'anandamide, insieme ad altre sostanze neurochimiche euforizzanti, contribuiscono allo sviluppo dell'euforia indotta dall'esercizio negli esseri umani, uno stato colloquialmente denominato "sballo del corridore".